# Steve Guttenberg
Pour les articles homonymes, voir Guttenberg.
Steven Guttenberg, dit Steve Guttenberg, né le 24 août 1958 à Brooklyn, dans l'État de New York, est un acteur, producteur et réalisateur américain.
Steve Guttenberg est essentiellement connu pour son personnage de Carey Mahoney dans la série de films Police Academy (1984, 1985, 1986, 1987), aussi dans le film Cocoon (1985) et sa suite (1988), Short Circuit (1986), Faux Témoin (1987), Trois Hommes et un bébé (1987), Week-end en famille (1995), Papa, j'ai une maman pour toi (1995), mais aussi Casper, l'apprenti fantôme (1997) et Blonde et dangereuse (2009). Il fait également une apparition dans le clip Liberian Girl de Michael Jackson.
Il a également joué le rôle de Woody Goodman dans la série culte Veronica Mars.

## Filmographie

### Acteur

#### Films
- 1977 : Le Toboggan de la mort (Rollercoaster) de James Goldstone : Le messager
- 1977 : The Chicken Chronicles (en) de Francis Simon : David Kessler
- 1978 : Ces garçons qui venaient du Brésil (The Boys from Brazil) de Franklin Schaffner : Barry Kohler
- 1979 : Smash (en) (Players) d'Anthony Harvey : Rusty
- 1980 : Rien n'arrête la musique (Can't Stop the Music) de Nancy Walker : Jack Morell
- 1982 : Diner de Barry Levinson : Edward 'Eddie' Simmons
- 1983 : The Man Who Wasn't There (en) de Bruce Malmuth : Sam Cooper
- 1984 : Police Academy de Hugh Wilson : Cadet Carey Mahoney
- 1985 : Police Academy 2. Au boulot ! (Police Academy 2: Their First Assignment) de Jerry Paris : Aspirant Carey Mahoney
- 1985 : Cocoon de Ron Howard : Jack Bonner
- 1985 : Bad Medicine (en) de Harvey Miller : Jeff Marx
- 1986 : Police Academy 3. Instructeurs de choc de Jerry Paris : Sergent Carey Mahoney
- 1986 : Short Circuit de John Badham : Newton Crosby
- 1987 : Faux Témoin (The Bedroom Window) de Curtis Hanson : Terry Lambert
- 1987 : Police Academy 4. Aux armes citoyens de Jim Drake : Sgt. Carey Mahoney
- 1987 : Cheeseburger film sandwich (Amazon Women on the Moon) de Joe Dante et Carl Gottlieb : Jerry (segment "Two I.D.'s")
- 1987 : Cordes et Discordes (Surrender) de Jerry Belson : Marty
- 1987 : Trois Hommes et un bébé (3 Men and a Baby) de Leonard Nimoy : Michael Kellam
- 1988 : High Spirits de Neil Jordan : Jack Crawford
- 1988 : Cocoon, le retour (Cocoon: The Return) de Daniel Petrie : Jack Bonner
- 1990 : Un look d'enfer (Don't Tell Her It's Me) de Malcolm Mowbray : Gus Kubicek
- 1990 : Tels pères, telle fille (3 Men and a Little Lady) de Emile Ardolino : Michael Kellam
- 1995 : The Big Green : Sheriff Tom Palmer
- 1995 : Week-end en famille (Home for the Holidays) de Jodie Foster : Walter Wedman
- 1995 : Papa, j'ai une maman pour toi (It Takes Two) de Andy Tennant : Roger Callaway
- 1997 : Zeus and Roxanne de George Miller : Terry Barnett
- 1997 : Casper, l'apprenti fantôme (Casper: A Spirited Beginning) : Tim Carson
- 1998 : Home Team de Allan A. Goldstein : M.. Butler
- 1998 : Overdrive de Lev L. Spiro : Matt Stricker
- 1998 : Commando d'élite (Airborne) de Julian Grant : Bill McNeil
- 2002 : P.S. Your Cat Is Dead de Steve Guttenberg : Jimmy Zoole
- 2003 : The Stranger : L'étranger
- 2005 : Domino One Nick Louvel de : Casey
- 2005 : Jackson de J.F. Lawton : Un businessman
- 2006 : Mojave Phone Booth (en) de John Putch : Barry
- 2008 : Blonde et dangereuse (Major Movie Star) de Steve Miner : Sidney Green
- 2009 : Shannon's Rainbow de Frank E. Johnson : Ed
- 2009 : Fatal Rescue de Stephen Manuel : Jacob Jones
- 2009 : Croc d'or (The Gold Retrievers) de James D.R. Hickox : Wade
- 2009 : Help Me, Help You de Ravi Godse : Steve
- 2009 : Cornered! de Daniel Maze : Morty
- 2010 : Ay Lav Yu de Sermiyan Midyat : Christopher
- 2010 : Duckwalls : Mickey Beans
- 2011 : At the Top of the Pyramid de Lawrence Jordan : Principal Dickson
- 2011 : A Novel Romance : de Allie Dvorin Nate Shepard
- 2012 : Amazing Racer : Floyd
- 2012 : Eldorado (en) : JJ
- 2012 : Making Change : Trafton
- 2013 : Quick to Duck de Robin Mountjoy : Mickey Beans
- 2014 : Affluenza de Kevin Asch : Philip Miller
- 2016 : 2 Lava 2 Lantula ! : Colton West
- 2018 : Lez Bomb de Jenna Laurenzo : Mike
- 2019 : État de choc (Trauma Center) de Matt Eskandari : Dr. Jones
- 2020 : Rifkin's Festival de Woody Allen : Jake

#### Télévision
- 1977 : Something for Joey (en) (téléfilm) : Mike Cappelletti
- 1979 : Family (série télévisée) : Philip
- 1979 : Billy (en) (série télévisée) : Billy Fisher
- 1980 : To Race the Wind (téléfilm) : Harold Krents
- 1981 : Miracle on Ice (téléfilm) : Jim Craig
- 1982 : No soap (No soap, radio) (série télévisée) : Roger
- 1983 : Le Jour d'après (The Day After) (téléfilm) : Stephen Klein
- 1985 : The Ferret (téléfilm) : Sam Valenti
- 1995 : Papa, j'ai une maman pour toi : Roger Callaway
- 1997 : Le Fantôme d'Halloween (Tower of Terror) (téléfilm) : Buzzy Crocker
- 2004 : Un amour de Noël (Single Santa Seeks Mrs. Claus) (téléfilm) : Nick
- 2005 : L'Aventure du Poséidon (The Poseidon Adventure) (téléfilm) : Richard Clarke
- 2005 : Un amour de Noël 2 (Meet the Santas) (téléfilm) : Nick
- 2005-2006 : Veronica Mars (série télévisée) : Woody Goodman
- 2007 : New York, section criminelle (Law & Order: Criminal Intent) (série télévisée) : Clay Darren Sr.
- 2010 : Party Down : lui-même
- 2012 : Shakey, un amour de chien (I Heart Shakey) (téléfilm) : Stubbs
- 2015 : Lavalantula (téléfilm) : Colton West
- 2015 : Community : Maury, le producteur
- 2017 : Ballers : Wayne Hastings
- 2019-2021 : Les Goldberg (série télévisée) : Dr. Katman (6 épisodes)

### Producteur
- 1988 : Gangs (téléfilm)
- 2002 : P.S. Your Cat Is Dead: Behind the Scenes (Vidéo)
- 2002 : P.S. Your Cat Is Dead
- 2004 : Veronica Mars
- 2008 : Blonde et dangereuse
- 2009 : Making Change

### Réalisateur
- 1993 : Love Off Limits (téléfilm)
- 2002 : P.S. Your Cat Is Dead

### Scénariste
- 2002 : P.S. Your Cat Is Dead

## Voix françaises
| - Hervé Bellon dans : - Police Academy - Police Academy 2 : Au boulot ! - Cocoon - Police Academy 3 : Instructeurs de choc - Short Circuit - Police Academy 4 : Aux armes, citoyens - Trois Hommes et un bébé - Cocoon, le retour - Tels pères, telle fille - High Potential (série télévisée) - Franck Capillery dans : - Casper, l'apprenti fantôme - Un amour de Noël (téléfilm) - Un amour de Noël 2 (en) (téléfilm) - État de choc - Jérôme Keen dans : - Zeus et Roxanne - Home Team - Party Down (série télévisée) | - Patrick Poivey dans : - Diner - Faux témoin Et aussi - Richard Darbois dans Ces garçons qui venaient du Brésil - Damien Boisseau dans Cheeseburger film sandwich (2e doublage) - Luq Hamet dans Un look d'enfer (en) - Bernard Lanneau dans Papa, j'ai une maman pour toi - Jacques Bouanich dans Le Fantôme d'Halloween (téléfilm) - Antoine Tomé dans Mort à grande vitesse (en) - Maurice Decoster dans L'Aventure du Poséidon (téléfilm) - Jean-François Kopf dans Veronica Mars (série télévisée) - Arnaud Arbessier dans New York, section criminelle (série télévisée) - Gérard Sergue dans Croc d'or (téléfilm) - Gabriel Le Doze dans Ballers (série télévisée) - Christian Gonon dans Rifkin's Festival |